# Esbart Montserratí Martinenc
L'Esbart Montserratí Martinenc va néixer l'any 1946 dins l'Orfeó Martinenc, amb la intenció de recuperar, mantenir i difondre les danses tradicionals catalanes. Aquesta voluntat s'ha preservat des dels orígens, combinada amb la pretensió de treballar a favor de la renovació. L'entitat és organitzada en seccions, segons l'edat dels components: infantil, juvenil, Cos de Dansa i grup de grans.